# Pontificio ateneo Sant'Anselmo
Il Pontificio ateneo Sant'Anselmo è un'istituzione universitaria cattolica con sede a Roma, dipendente dalla Santa Sede presso il monastero della chiesa di Sant'Anselmo all'Aventino, costruito tra il 1892 e il 1900.

## Storia
Nel 1687 papa Innocenzo XI permise la fondazione di un collegio di alti studi riservato alla congregazione Cassinese e ampliato ai tempi di papa Pio IX permettendo la frequenza ai benedettini di tutte le congregazioni nel 1867. Papa Leone XIII andò oltre dichiarandolo ateneo pro alumnis universi Cleri con la divisione formale in tre facoltà, di teologia, di filosofia e di diritto.

## Struttura
Il Pontificio Ateneo Sant'Anselmo è organizzato in 5 facoltà:
- Filosofia
- Istituto monastico
- Pontificio Istituto Liturgico
- Teologia
- Corso di Lingue moderne e antiche

## Gran cancellieri
Il titolo di gran cancelliere di questa istituzione spetta all'abate primate della confederazione benedettina.
- Hildebrand von Hemptinne (1893-1913)
- Fidelis von Stotzingen (1913-1947)
- Bernhard Kaelin (1947-1959)
- Benno Walter Gut (1959-1967)
- Rembert George Weakland (1967-1977)
- Viktor Josef Dammertz (1977-1992)
- Jerome Theisen (1992-1995)
- Marcel Rooney (1996-200)
- Notker Wolf (2000-2016)
- Gregory Polan (2016-2024)
- Jeremias Schröder (dal 2024)

## Rettori
- Gaetano Bernardi (1887-1893)
- Laurentius Janssens (1893-1908)
- Hartmann Strohsacker (1908-1913)
- Suitbert Birkle (1913-1915)
- Rector a Seckau (1915-1917)
- Romuald Simó (1919-1921) – prorettore
- Patrick Cummins (1921-1925)
- Athanasius Staub (1925-1939)
- Ulrich Beste (1939-1949)
- Augustin Mayer (1949-1966)
- Jean-Pierre Müller (1966-1968) – prorettore
- Basil Studer (1968-1974)
- Cipriano Vagaggini (1974-1978)
- Magnus Löhrer (1978-1986)
- Anscar Chupungco (1986-1990)
- Pius Tragan (1990-1997)
- Albert Schmidt (1997-2005)
- Mark Sheridan (2005-2009)
- Juan Javier Flores Arcas (2009-2017)
- Stefano Visintin (2017-2019)
- Philippe Nouzille (luglio-novembre 2019) – prorettore
- Bernhard Eckerstorfer (dal 2019)